# Chambord Liqueur Royale de France
Chambord Liqueur Royale de France es un licor elaborado en el valle del Loira en Francia. Su primera referencia data de 1685 cuando el rey Luis XIV visitó el magnífico Castillo de Chambord y que supuestamente fue uno de sus licores favoritos. Está elaborado a base de frambuesas rojas y negras, miel, vainilla, y coñac.

## Características
Suele presentarse en una botella esférica con una filacteria dorada en el medio cuerpo, y en el cuello está rematada con una corona dorada. La forma se basa en un orbe rematado con una cruz de la época medieval llamado Globus cruciger, para mostrar sus orígenes y conexión con la realeza. El licor tiene un profundo color rojizo púrpura. Al ser totalmente natural y sin conservantes, eso significa que debe ser bebido antes de los seis meses tras su apertura. Tiene un contenido del 16,5% en alcohol por volumen.
El "Chambord Royale Deluxe" tiene un valor de 3,5 millones de dólares por botella, lo que lo vuelve uno de los licores más caros del mundo.
registrado por el libro de los Guinness como el licor más caro del mundo, el Chambord Royale Deluxe se presenta en una botella hermosísima de oro amarillo de 18 quilates, forjada a mano, con incrustaciones de perlas rosadas acompañadas por más de 1.100 diamantes y esmeraldas. Un envase que es, en sí mismo, una obra de arte. Pero, más allá del continente, este producto se destaca por un contenido elaborado con exquisitas frambuesas negras que según dicen los conocedores, sin duda, saciará los paladares más exigentes [¿quién?]. Y es que, difícil parece resistirse a su intenso sabor frutal con sutiles toques de frambuesa roja, miel, vainilla y coñac. 

## Usos
Tragos hechos con Chambord incluyen los cocteles French Martini, Kir Imperial (Chambord y champán), Chambord Daiquiri, Chambord Real Spritzer, Little Purple Men.